# Piotr Fiodorovitch Anjou
Pour les articles homonymes, voir Anjou (homonymie).
Piotr Fiodorovitch Anjou (en russe : Пётр Фёдорович Анжу), né le 15 février 1797, décédé le 12 octobre 1869. Admiral et explorateur russe de l'Arctique, membre du conseil d'administration du ministère de la propriété de l'État.

## Biographie
Au XVIIe siècle, son grand-père Adrien Jean Anjou, protestant angevin fuyant les persécutions religieuses, s'installa à Moscou et exerça la profession d'horloger. Son fils, Fiodor Andreïevitch Anjou (1758-1824) s'établit comme médecin et devint sujet russe.
Le jeune Piotr Fiodorovitch Anjou fut remarqué par D. A. Sorokine, professeur de mathématiques dans un collège, décelant chez lui, une passion pour la mer et les lointains voyages. Sorokine lui remit un livre contant des aventures en mer. Par une lettre, Sorokine pressa le père d'envoyer son fils au Corps des cadets de la Marine, mais celui-ci désirait voir son fils embrasser la carrière de médecin. Devant tant de passion, tant d'attrait pour la mer, le père finit par céder. Piotr Anjou fit son entrée au Corps des cadets de la Marine en 1808, où il rencontra le comte Ferdinand von Wrangel. De ce jour, les deux jeunes gens devinrent des amis inséparables. Les jeunes marins préparèrent consciencieusement leur premier voyage en Arctique. Après la fin de leurs études, ils furent affectés au port de Revel. En 1812, Anjou fut promu garde-marine (grade en vigueur dans la Marine impériale de Russie de 1716 à 1917), en 1815, il devint officier de marine. En 1816, les deux amis se rendirent au sein d'une escadre placée sous le commandement d'Anton Vassilievitch Möller de Kronstadt à Cadix, à bord de la frégate Avtroïl. Au terme de cette expédition, la frégate et d'autres navires furent vendus au gouvernement espagnol.
Les deux jeunes hommes se séparèrent à Cadix. Ferdinand von Wrangel entreprit une expédition à bord du Kamtchatka. Deux ans plus tard, de nouveau réunis, ils prirent part à l'expédition en Iakoutie.
Devenu lieutenant de marine, Anjou reçut en 1820 la mission de décrire la côte nord de la Sibérie et les îles voisines : les îles de Liakhov (en) (mars 1821), l'île Kotelny, la péninsule Faddeïevski, l'île de Nouvelle-Sibérie et d'autres îles. Le lieutenant et ses assistants décrivirent les côtes et les îles situées entre les fleuves Oleniok et Indiguirka, situés en Iakoutie ; ils firent également une carte des îles de Nouvelle-Sibérie. Ses études lui valurent l'ordre de Saint-Vladimir (4e classe) et l'ordre de Saint-Georges.
Entre 1825 et 1826, Anjou prit part aux études descriptives de la côte nord de la mer Caspienne et la côte occidentale de la mer d'Aral, afin d'étudier la possibilité de relier les deux mers par des canaux. Cette expédition fut particulièrement éprouvante pour les hommes et les animaux, un froid rigoureux provoquant le décès de plusieurs personnes. De retour en Russie, lui fut décerné l'ordre de Sainte-Anne (2e classe).
Il se distingua au cours de la guerre d'indépendance grecque (1831-1832), à bord du Gangout, placé sous le commandement du capitaine de 2e rang Alexandre Pavlovitch Avinov, prenant part à la bataille de Navarin (20 octobre 1827) ; blessé à la tête au cours des combats, il resta malgré tout à son poste. Pour cet acte de courage, l'ordre de Saint-Georges (4e classe) et l'Ordre du Sauveur (ordre grec) lui furent décernés le 21 décembre 1825.
Anjou occupa entre 1830 et 1831 le poste de commandant des garde-marines du corps des Cadets de la marine. Promu capitaine de 2e rang (grade correspondant à celui de lieutenant-colonel dans l'infanterie ou l'armée de l'air), il commanda en 1831 la frégate Ekaterina. De 1833 à 1842, il exerça le commandement à bord du cuirassé à voiles Fère-Champenoise ; en 1837, il commanda un groupe de trois frégates destinées à former des garde-marines à la navigation. En 1836, il fut élevé au grade de capitaine de 1er rang (grade correspondant à celui de colonel dans l'infanterie ou l'armée de l'air). L'ordre de Saint-Vladimir (3e classe) lui fut attribué en 1843.
En 1844, Piotr Fiodorovitch Anjou fut promu kontr-admiral et le 26 mars de la même année il fut nommé au poste de capitaine du port de Kronstadt (1844-1859).
Anjou occupa quelques postes de commandant et remplit certaines fonctions dans les domaines administratifs et scientifiques au ministère de la Marine. Il fut membre du Comité scientifique de la marine (6 décembre 1849), président intérimaire du comité chargé d'élaborer un nouveau règlement portuaire et l'établissement d'un comité naval du ministère sur les prix des fournitures, directeur des forêts pour la construction des navires (19 janvier 1855-1er janvier 1860), membre du Conseil d’administration du ministère des propriétés de là Couronne  (1er janvier 1860-12 octobre 1869). En outre, il fut membre honoraire du Comité maritime et scientifique.
Le 6 décembre 1854, Piotr Fiodorovitch Anjou fut promu vitse-admiral et le 1er janvier 1866, admiral.

## Décès et inhumation

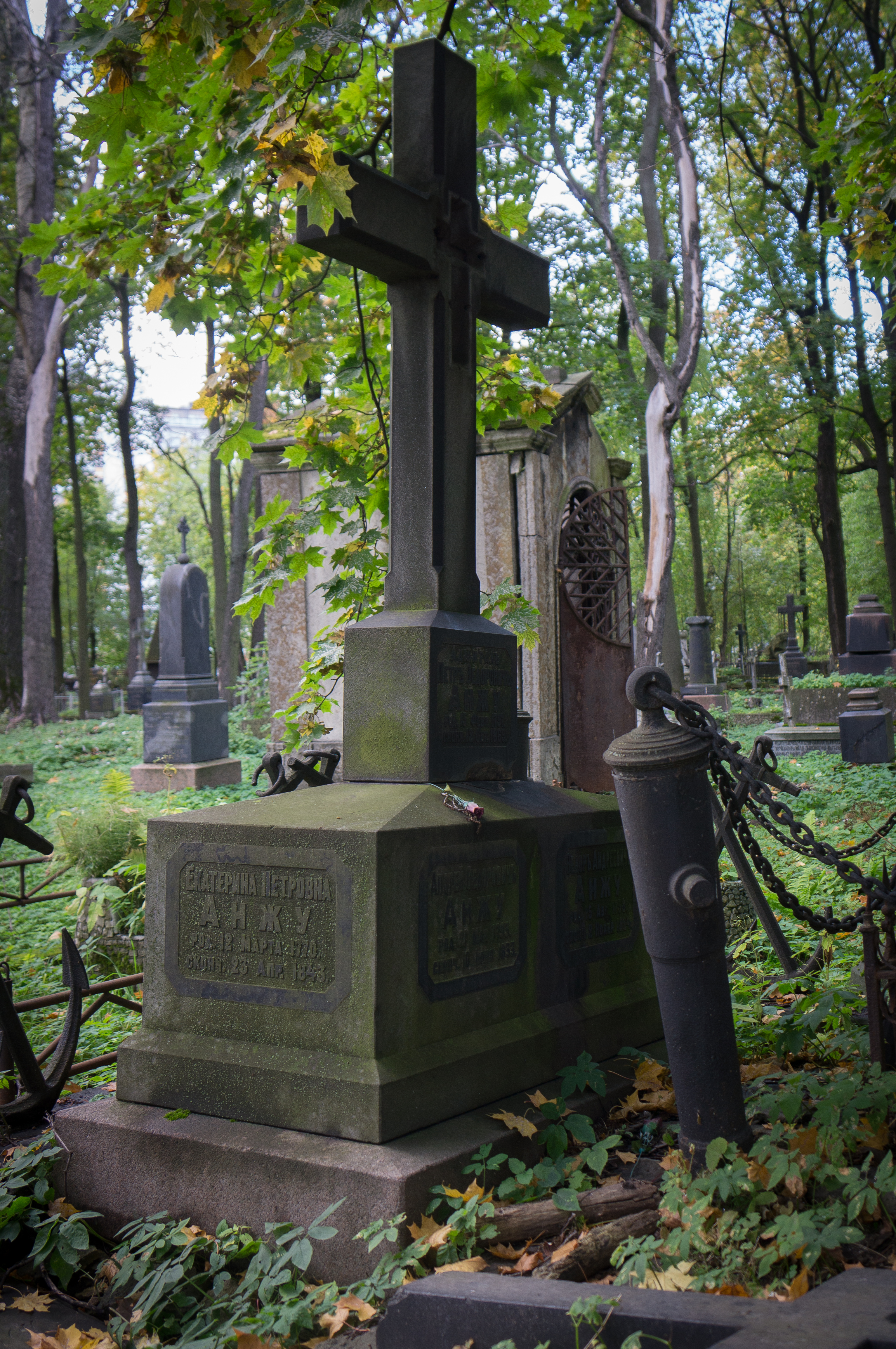
Sépulture de l'amiral Anjou.

Piotr Fiodorovitch Anjou décéda le 12 octobre 1869 à Saint-Pétersbourg, il fut inhumé au Cimetière luthérien de Saint-Pétersbourg.
Son fils, Piotr Petrovitch Anjou, servit également dans la marine et fut surtout connu des hydrographes.

## Lieux portant son nom
Îles Anjou (en russe : Анжу, pron. Ann'jou) : situées entre la mer des Laptev et la mer de Sibérie orientale dans l'Arctique russe. Les principales îles sont : l'île Kotelny, la Terre de Bunge et l'île Faddeïev, l'île de Nouvelle-Sibérie et l'île Belkov.

## Distinctions
- Ordre de Saint-Vladimir (4e classe) ;
- Ordre de Saint-Georges ;
- Ordre de Sainte-Anne (2e classe) ;
- 21 décembre 1827 : Ordre de Saint-Georges (4e classe) ;
- 21 décembre 1827 : Ordre du Sauveur (ordre grec) ;
- 1843 : Ordre de Saint-Vladimir (3e classe) ;
- 1847 : Ordre de Saint-Stanislas (1re classe) ;
- 26 août 1856 : Ordre de Sainte-Anne (1re classe - avec couronne impériale) ;
- 17 avril 1863 : Ordre de Saint-Vladimir (2e classe) ;
- 21 juin 1865 : Ordre de l'Aigle blanc.